# Рекшинский сельский совет
Рекшинский сельский совет (укр. Рекшинська сільська рада) — входит в состав
Бережанского района
Тернопольской области
Украины.
Административный центр сельского совета находится в 
с. Рекшин.

## Населённые пункты совета
- с. Рекшин
- с. Дверцы
- с. Писаревка
- с. Поточаны
- с. Стрыганцы